# Everwood
Everwood ist eine US-amerikanische Fernsehserie, die von 2002 bis 2006 von Warner Bros. Television für das Fernseh-Network The WB produziert wurde.
Everwood erhielt zwei Emmy-Nominierungen: Main Title Theme (2003) komponiert von Blake Neely und Outstanding Guest Actor in a Drama Series (2004) für James Earl Jones’ Rolle als Will Cleveland. Treat Williams erhielt auch zwei Nominierungen für den Screen-Actors-Guild-Preis (2003 und 2004) für seine Rolle als Dr. Andy Brown.
Nachdem die beiden Fernseh-Networks The WB und UPN Anfang des Jahres 2006 ihre Fusion zum neuen Network The CW bekannt gegeben hatten, galt die Zukunft von Everwood als ungewiss. The CW hatte am 18. Mai 2006 seinen Herbst-Sendeplan bekanntgegeben, nach dem Everwood nicht verlängert worden war und somit nicht für eine fünfte Staffel auf das neue Network zurückkehrte.

## Handlung

### Staffel 1
Der Neurochirurg Dr. Andrew „Andy“ Brown zieht mit seinen Kindern, dem 15-jährigen Ephram und der 9-jährigen Delia nach dem Tod seiner Frau von New York nach Everwood, einer fiktiven Kleinstadt in Colorado.
Hier wird er als Berühmtheit gefeiert, da sein Name in den USA bekannt ist und er bereits vielen Menschen in teilweise spektakulären Operationen das Leben gerettet hat.
Dennoch muss der Witwer sich mit vielen Problemen auseinandersetzen. Sein Sohn Ephram rebelliert gegen ihn, weil er sich früher nie wirklich um seine Familie gekümmert hat, sondern immer der Arbeit den Vorzug gab.
Auch beruflich steht Andy vor neuen Herausforderungen. Er – der in der Vergangenheit viel Geld verdient hat – eröffnet eine Praxis, verlangt kein Honorar von den Patienten und erregt so den Ärger des bisher einzigen Arztes in Everwood, Dr. Harold Abbott.
Ephram hingegen verliebt sich in die gleichaltrige Amy Abbott, muss jedoch bald darauf feststellen, dass sie mit Colin Hart zusammen ist, einem Jungen, der seit mehreren Monaten im Koma liegt.
Im Laufe der Zeit gewöhnen sich die Browns immer mehr an ihre neue Heimat. Andy entwickelt eine herzliche Freundschaft zur Nachbarin Nina. Ihr Mann ist nur wenige Wochen im Jahr bei Nina und ihrem gemeinsamen kleinen Sohn, verschwindet aber immer wieder und lässt Nina bald daran verzweifeln. Als er schließlich zurückkehrt und verspricht, für immer zu bleiben, ist Nina zunächst sehr glücklich. Dies ändert sich, als sie herausfindet, dass ihr Mann eine Affäre mit einem Mann hat, und sie sich endgültig von ihm trennt. Ob sich zwischen ihr und Andy mehr als Freundschaft entwickelt, ist noch unklar.
Auch das anfänglich schwierige Verhältnis zu Dr. Abbott, der Andy als Eindringling in seinem Revier ansah, bessert sich immer mehr, bis sie schließlich sogar gut miteinander auskommen – auch wenn Abbott nicht ganz auf kleine zynische Kommentare verzichten kann.
Nach und nach entwickelt sich zwischen Ephram und Amy eine zarte Romanze, bis, durch eine Operation von Andy, Colin aus dem Koma erwacht. Amy setzt ihre ganz Energie nun wieder in Colin, auch als dieser sich zunächst nicht an sie erinnern kann. Bald jedoch verliebt sich Colin, dessen Wesen sich verändert hat, in Amy. Der zurückgewiesene Ephram stürzt sich nun mehr und mehr in sein Klavierspiel (später wird er sich für eine renommierte Musikhochschule bewerben) und in eine Liaison mit Colins Schwester, die diese jedoch beendet, als sie merkt, dass Ephram noch immer in Amy verliebt ist.
Doch Colin geht es nicht so gut wie es scheint, bald entstehen schlimme Komplikationen. Er muss sich einer sehr riskanten Operation unterziehen, die Andy ausführen will. Bei der Operation treten schwerwiegende Komplikationen auf und Colin stirbt.

### Staffel 2
Amy verfällt in Depressionen über den Tod ihres Freundes. Sie verlässt ihr Elternhaus und geht eine Beziehung mit dem Jungen Tommy ein, beendet diese jedoch, nachdem Tommy eine Überdosis einer Partydroge konsumiert hat.
Auch Andy hat nach dem Tod von Colin mit Selbstvorwürfen zu kämpfen, doch die Situation bessert sich nach und nach.
Dr. Abbotts Schwester Linda, Spezialistin für fernöstliche Medizin, kehrt nach jahrelanger Abwesenheit durch Tätigkeit für die Ärzte ohne Grenzen nach Everwood zurück. Sie und Andy verstehen sich ausgesprochen gut, doch Delia steht Linda äußerst abweisend gegenüber.
Zwischen Linda und Andy entwickelt sich eine Beziehung, die jedoch nicht lange hält. Linda kehrt nach Afrika zurück, nachdem ihre HIV-Infektion in Everwood bekanntgeworden ist.
Ephram kommt mit Delias Babysitter Madison Kellner zusammen. Madison beendet ihre Beziehung jedoch wegen des zu großen Altersunterschiedes. Schon bald kommt sie jedoch zurück – schwanger, was Ephram erst gegen Ende der 3. Staffel erfahren wird, da Madison es zuerst Andy erzählt und dieser sie dazu bringt, Ephram nichts zu sagen und Everwood zu verlassen.
Amy kommt am Ende der Staffel schließlich mit Ephram zusammen und begleitet ihn sogar nach New York, wo er an einem Sommerseminar der Juilliard School teilnimmt.

### Staffel 3
Ephram und Amy führen eine glückliche Beziehung, gegen Ende der Staffel trennen sie sich jedoch wieder. Grund hierfür ist, dass Ephram, als er Madison zufällig wieder in New York trifft, von der Schwangerschaft erfährt. Da Ephrams Vater ihm nichts davon erzählt hat und Madison fortgeschickt hat, Amy davon auch wusste, es ihm jedoch nicht erzählt hat, damit Ephram die Aufnahmeprüfung an der Juilliard School besteht, macht sich Ephram am Ende der Staffel alleine auf nach Europa.
Andy verliebt sich in Nina, die jedoch zunächst mit Jake zusammenkommt und schließlich auch eine gemeinsame Wohnung mit ihm teilt.
Amys Mutter Rose erfährt durch einen Zufall, dass sie an Krebs erkrankt ist. Daraufhin beschließt Amy, ein weiteres Jahr in Everwood zu bleiben und ihrer Mutter zur Seite zu stehen.
Andy entschließt sich nach der Bitte von Rose dazu, sie zu operieren, vorerst erfolgreich.
Bright verliert seinen Job im Restaurant wegen eines Vorfalls mit einem Mädchen in der Abstellkammer, daraufhin versucht ihm seine Mutter zu helfen und verschafft ihm einen Job. Es dauert jedoch nicht lange und er verliert auch diesen wegen einer Mitarbeiterin, die ihn der sexuellen Belästigung beschuldigt. Daraufhin platzt seiner Mutter der Kragen und Bright versucht sich zu bessern.
Nina bekommt Besuch von ihrer Nichte Hannah, deren Vater todkrank ist. Hannahs Mutter möchte nicht, dass sie ihren Vater so erlebt. Hannah verliebt sich bald in Bright, er erwidert ihre Gefühle aber nicht. Sie findet nach einer Zeit einen Freund, zweifelt aber an der Beziehung und macht mit ihm Schluss. Amy erfährt von Bright, dass er sich in Hannah verliebt hat. In den Sommerferien fliegt Hannah zu ihren Eltern. Beim Abschied küsst Bright Hannah.

### Staffel 4
Ephram kommt zurück nach Everwood und versöhnt sich mit seinem Vater. Bright kommt mit Hannah zusammen, die er jedoch betrügt. Ephram liebt Amy immer noch, welche von ihm aber nichts wissen will.
Am Ende der Staffel verlässt Nina Jake wieder und entscheidet sich für Andy, der ihr schon einen Verlobungsring gekauft hat. Sie nimmt Andys Heiratsantrag an. Hannah verzeiht Bright seinen Fehltritt, geht jedoch keine neue Beziehung mit ihm ein. Der frischgebackene Autor Irv stirbt an seinem zweiten Herzinfarkt. Seine Witwe Edna, Dr. Abbotts Mutter, überlegt daraufhin, Everwood zu verlassen, zieht letztlich aber in das Haus ihres Sohnes.
Die Staffel und somit auch die Serie endet mit der Wiedervereinigung von Amy und Ephram, als beiden klar wird, dass sie sich immer noch lieben. Die DVD-Veröffentlichung enthält ein alternatives Staffelfinale: Darin gibt es kein Happyend für Amy und Ephram. Denn Madison, Ephrams Ex-Freundin, ist unerwartet in Everwood aufgetaucht und spricht ihm auf den Anrufbeantworter. Er hört die Nachricht, will sie zunächst ignorieren, kehrt dann aber um und ruft Madison zurück. Amy wartet vergeblich vor dem Haus auf ihn.

## Wiederkehrende Darsteller
- Brenda Strong als Julia Brown (1. Staffel)
- Mike Erwin als Colin Hart (1. Staffel)
- Ryan Armstrong als Sam Feeney (1.+2. Staffel)
- Nora Zehetner als Laynie Hart (1.+2. Staffel)
- Nancy Everhard als Sharon Hart (1.+2. Staffel)
- Lee Garlington als Brenda Baxworth (1.–3. Staffel)
- Jan Broberg Felt als Louise (1.–4. Staffel)
- Marcia Cross als Dr. Linda Abbott (2. Staffel)
- Paul Wesley als Tommy Callahan (2. Staffel)
- Sarah Lancaster als Madison Kellner (2.+3. Staffel)
- James Earl Jones als Will Cleveland (2.–3. Staffel)
- Jimmy Bennett als Sam Feeney (3. Staffel)
- Anne Heche als Amanda Hayes (3. Staffel)
- Lukas Behnken als Topher Cole (3.+4. Staffel)
- Scott Wolf als Dr. Jake Hartman (3.+4. Staffel)
- Sarah Drew als Hannah Rogers (3.+4. Staffel)
- Whitney Lee als Brittany Clark (3.+4. Staffel)
- Justin Baldoni als Reid Bardem (4. Staffel)
- Ben Hammond als Sam Feeney (4. Staffel)
- Steven R. McQueen als Kyle Hunter (4. Staffel)

## Deutsche Synchronfassung
Die deutsche Fassung entstand bei der Rainer Brandt Film Produktionsgesellschaft. Die Dialogbücher schrieben Sabine Sebastian, Frank Turba, Stefan Ludwig sowie Christoph Seeger. Regie führte in den ersten drei Staffeln Sabine Sebastian und in der vierten Frank Turba.

### Sprecher
- Dr. Andrew Brown: Stefan Gossler
- Ephram Brown: David Turba
- Amy Abbott: Magdalena Turba
- Edna Harper: Evelyn Meyka
- Irv Harper: Horst Lampe
- Delia Brown: Chantal Preißler (1. Stimme), Saskia Niendorf (2. Stimme)
- Bright Abbott: Wanja Gerick
- Dr. Harold Abbott: Reinhard Kuhnert
- Nina Feeney: Judith Brandt
- Rose Abbott: Evelyn Maron (1. Stimme), Traudel Haas (2. Stimme)
- Dr. Linda Abbott: Bettina Weiß
- Madison Kellner: Julia Meynen
- Laynie Hart: Tanja Geke
- Colin Hart: Ozan Ünal
- Sam Feeney: Dustin Böge
- Carl Feeney: Charles Rettinghaus
- Julia Brown: Daniela Hoffmann
- Sharon Hart: Sabine Strobel
- Tommy Callahan: Tommy Morgenstern

## Hintergrund
In ihren vier Staffeln erhielt die Serie zwei Emmy- und 15 Teen-Choice-Awards-Nominierungen.
Die Storys sollten zunächst in Kanada gedreht werden, jedoch entstand dort nur der Pilotfilm. Die restlichen Episoden entstanden im US-Bundesstaat Utah (Ogden).
Die Darsteller selbst haben zum Teil bereits größere Erfolge im Kino erzielt. Treat Williams war Hauptdarsteller in Hair und übernahm eine Rolle in Es war einmal in Amerika. Gregory Smith war sowohl Mel Gibsons Filmsohn in Roland Emmerichs Der Patriot als auch Filmpartner von Kirsten Dunst in Small Soldiers und einer der „Younger-Brüder“ im Western American Outlaws neben Colin Farrell 2001.

## Ausstrahlungsnotizen
Die erste Staffel lief erstmals vom 16. September 2002 bis zum 19. Mai 2003 beim US-Network The WB.
- In Österreich wurde die erste Staffel erstmals im ORF vom 28. Juni 2005 bis zum 1. August 2005 ausgestrahlt.
- In der Schweiz lief sie auf SF2 vom 6. September 2005 bis zum 9. November 2005 und auf SF 1 ab 3. Juli 2006. Ab dem 5. April 2007 strahlt SF wieder die erste Staffel von Everwood aus.
- In Deutschland hat sie VOX vom 11. November 2005 bis zum 13. Dezember 2005 gesendet.

Die zweite Staffel lief erstmals vom 15. September 2003 bis zum 10. Mai 2004 beim US-Network The WB.
- In Österreich wurde die zweite Staffel erstmals im ORF vom 2. August 2005 bis zum 1. September 2005 ausgestrahlt.
- In der Schweiz lief sie auf SF2 vom 10. November 2005 bis zum 12. Dezember 2005.
- In Deutschland sendet sie VOX vom 14. Dezember 2005 bis zum 13. Januar 2006.

Die dritte Staffel lief erstmals vom 13. September 2004 bis zum 23. Mai 2005 beim US-Network The WB.
- In Österreich läuft sie auf ORF seit dem 14. Februar 2008
- In der Schweiz lief sie auf SF2 vom 14. Dezember 2005 bis zum 13. Januar 2006.
- In Deutschland sendete sie VOX ab dem 16. Januar 2006 bis zum 14. Februar 2006.

Die vierte Staffel lief erstmals am 29. September 2005 beim US-Network The WB an und wurde am 5. Juni 2006 mit einer Doppelfolge abgeschlossen.
- In Deutschland wurde diese Staffel ab dem 13. Dezember 2006 bis 16. Januar 2007 von VOX ausgestrahlt.

## DVD
In den USA sind alle vier Staffeln in englischer Sprache auf DVD erschienen. Die deutsche Ausgabe (Staffel 1) ist am 19. Juni 2009 veröffentlicht worden. Die zweite Staffel folgte am 12. November 2010 und die dritte Staffel am 11. Februar 2011. Zuletzt wurde die vierte Staffel am 19. August 2011 veröffentlicht.